# Чернов, Алексей Сергеевич
Алексей Сергеевич Чернов (род. 3 июня 1998, Козельск, Калужская область) — российский футболист, вратарь клуба «Уфа».

## Карьера
Родился 3 июня 1998 года в Козельске Калужской области. Занимается футболом с пятого класса. Воспитанник ФК «Калуга».
Учился в Козельской средней школе № 3.
В составе основной команды сыграл два полных сезона, в которых он сыграл 30 матчей и пропустил 38 мячей. Дебютировал в Первенстве ПФЛ 11 октября 2015 года в матче против брянского «Динамо». В сезоне 2016/2017 был признан болельщиками команды лучшим игроком года.
В июле 2017 года стал футболистом клуба РФПЛ «Уфа», с которым подписал долгосрочный контракт.
11 июня 2019 в рамках турнира «Переправа» в составе сборной группы «Урал-Приволжье» ПФЛ забил гол со своей половины поля в ворота юношеской сборной России.
13 июля 2019 дебютировал в чемпионате России за основную команду «Уфы» в гостевом матче первого тура против «Урала» (2:3).
16 июля 2021 года подписал контракт с датским клубом «Вайле» на два года. Зимой 2022 года вернулся в «Калугу» на правах свободного агента. С августа 2022 — в «Уфе».